# Embalse de Graus
El embalse de Graus está situado en el término municipal de Lladorre, en la comarca del Pallars Sobirá.
Junto con el embalse de Tavascan, forma el complejo hidráulico del Alto Cardós. El funcionamiento de este está totalmente automatizado y teledirigido desde la central de mando de FECSA/ENDESA en Lérida, desde donde se abren y cierran las válvulas y compuertas, para regular el agua que moverá las correspondientes turbinas. En las centrales no hay ningún operario de forma permanente.
Las tres centrales del complejo permiten disponer de diferentes variantes de producción, que se utilizan en función de la energía que se quiere obtener, y del agua disponible en cada embalse. Hay un único transformador que pasa la tensión de generación de 11 000 a 220 000 voltios.